# Estadio Las Gaunas
Het Estadio Las Gaunas is een voetbalstadion in Logroño in de autonome regio La Rioja, Spanje. Het is de thuisbasis van voetbalclub UD Logroñés en vrouwenvoetbalclub EdF Logroño. Het stadion werd geopend in 2002 en verving het oude, gelijknamige stadion. Het Estadio Las Guanas biedt plaats aan 15.902 toeschouwers.

## Bespelers
Het stadion werd in 2002 geopend met een thuiswedstrijd van de nieuwe bespelers CD Logroñés tegen Deportivo Alavés (2–1). Deze club speelde jaren eerder enkele seizoenen in de Primera División, maar ging in 2009 failliet en splitste zich op in twee nieuwe clubs: SD Logroñés en UD Logroñés. Beide clubs bleven in het stadion spelen. Tussen 2004 en 2008 speelde ook de kleinere stadsgenoot Logroñés CF in het stadion. Deze club werd in 2008 opgeheven. SD Logroñés speelde tot 2018 in het stadion, maar verhuisde in dat jaar naar een veel kleiner stadion. UD Logroñes is nog altijd een vaste bespeler van het stadion. In 2018 nam vrouwenvoetbalclub EdF Logroño ook haar intrek in het stadion.

## Interlands
Het Spaans voetbalelftal speelde drie interlands in het stadion.
| 1 | 16 oktober 2002  | Spanje – Paraguay      | 0 – 0 | Vriendschappelijk    | 15.000 |
| 2 | 6 september 2011 | Spanje – Liechtenstein | 6 – 0 | EK 2012 kwalificatie | 15.600 |
| 3 | 9 oktober 2015   | Spanje – Luxemburg     | 4 – 0 | EK 2016 kwalificatie | 14.472 |

Anoeta (Real Sociedad) ·
Balaídos (Celta de Vigo) ·
Benito Villamarín (Real Betis) ·
Olympisch Stadion Lluís Companys (FC Barcelona) ·
De la Cerámica (Villarreal CF) ·
Ciutat de València (Levante UD) ·
Coliseum Alfonso Pérez (Getafe CF) ·
El Sadar (CA Osasuna) ·
Martínez Valero (Elche CF) ·
Mendizorrotza (Deportivo Alavés) ·
Mestalla (Valencia CF) ·
Nuevo Los Cármenes (Granada CF) ·
Ramón de Carranza (Cádiz CF) ·
Ramón Sánchez Pizjuán (Sevilla FC) ·
RCDE Stadium (RCD Espanyol) ·
San Mamés (Athletic Bilbao) ·
Santiago Bernabéu (Real Madrid CF) ·
Vallecas (Rayo Vallecano) ·
Visit Mallorca Estadi (RCD Mallorca) ·
Estadio Wanda Metropolitano (Atlético Madrid)
Anduva (CD Mirandés) ·
Anxo Carro (CD Lugo) ·
Butarque (CD Leganés) ·
Can Misses (UD Ibiza) ·
Estadio Carlos Tartiere (Real Oviedo) ·
Cartagonova (FC Cartagena) ·
El Alcoraz (SD Huesca) ·
El Molinón (Sporting Gijón) ·
El Plantío (Burgos CF) ·
El Toralín (SD Ponferradina) ·
Fernando Torres (CF Fuenlabrada) ·
Gran Canaria (UD Las Palmas) ·
Heliodoro Rodríguez López (CD Tenerife) ·
Ipurua (SD Eibar) ·
José Luis Orbegozo (Real Sociedad B) ·
José Zorrilla (Real Valladolid) ·
Juegos Mediterráneos (UD Almería) ·
La Romareda (Real Zaragoza) ·
La Rosaleda (Málaga CF) ·
Montilivi (Girona FC) ·
Santo Domingo (AD Alcorcón) ·
Urritxe (SD Amorebieta)